# Fondation Femme Plus
Femme Plus est une ONG de droit congolais (République démocratique du Congo) spécialisée dans l’accompagnement psychosocial des personnes vivant avec le VIH (PVVIH), des survivantes des violences sexuelles, et dans la détection de la tuberculose auprès des PVVIH,.
Elle est créée en 1994 à l’initiative de quelques femmes congolaises évoluant à Kinshasa où se trouve depuis toujours le siège social, présente également à Bukavu depuis 1997, cette structure oriente ses projets dans la lutte contre le VIH/Sida par l'aide à la prise en charge et par l’incitation au dépistage volontaire visant la réduction de l'épidémie à VIH en RDC, mais aussi par l'amélioration des connaissances sur l'infection à VIH de femmes et filles en les amenant à connaître leur statut sérologique et du moins la possibilité de faire des dons de sang.
En décembre 2015 lors de la Journée mondiale de lutte contre le sida, la Fondation Femme Plus a procédé à des interpellations vis-à-vis du Gouvernement congolais sur les dépenses liées au VIH dont plus de 74 % de fonds sont orientés vers les ressources humaines et la gestion des programmes plutôt que dans le fonctionnement proprement dit.
Sur la page Facebook du Réseau Mikanda, une publication annonce que Femme Plus compte monter un centre de documentation moderne.